# Камна (Арад)
Камна (рум. Camna) насеље је у Румунији у округу Арад у општини Шилиндија. Oпштина се налази на надморској висини од 134 m.

## Становништво
Према подацима из 2002. године у насељу је живело 76 становника, од којих су сви румунске националности.